# 58466 Сантока
58466 Сантока (58466 Santoka) — астероїд головного поясу, відкритий 23 липня 1996 року.
Тіссеранів параметр щодо Юпітера — 3,511.
Названо на честь Сантоки (яп. さんとうか(山頭火) санто:ка).